# محمد صالح هارون
محمد الصالح هارون مخرج سينيمائي تشادي من مواليد سنة 1961 في مدينة أبشي في جمهورية تشاد، ويقيم في فرنسا منذ سنة 1982. في سنة 1999، صدر أول فيلم له بعنوان وداعا أفريقيا.

## أفلامه
- 1999: وداعا أفريقيا
- 2002: أبونا
- 2006: دارات
- 2010: رجل يصرخ
- 2013: جريجري
- 2017: موسم في فرنسا
- 2021: لينغي

## روابط خارجية
- محمد صالح هارون على موقع IMDb (الإنجليزية)
- محمد صالح هارون على موقع قاعدة بيانات الأفلام العربية
- محمد صالح هارون على موقع ألو سيني (الفرنسية)
- محمد صالح هارون على موقع أول موفي (الإنجليزية)
- محمد صالح هارون على موقع قاعدة بيانات الأفلام السويدية (السويدية)
- محمد صالح هارون على موقع قاعدة بيانات الفيلم (الإنجليزية)
- محمد صالح هارون على موقع كينوبويسك (الروسية)